# Livros a Oeste
Das Livros a Oeste (portugiesisch für „Bücher im Westen“) ist ein Literaturfestival in Portugal. Es findet seit 2012 alljährlich im Mai in der westportugiesischen Stadt Lourinhã statt. Es ist vor allem auf Autoren und Werke mit Bezug zur westportugiesischen Region ausgerichtet, mit Kinder- und Jugendliteratur und Nachwuchsförderung als einem weiteren Augenmerk des Festivals. Die meisten Veranstaltungen werden zusätzlich in Schulklassen Lourinhãs übertragen.
Veranstaltungsorte sind vor allem die städtische Bücherei und die städtische Galerie, das Auditorium des Kulturzentrums Dr. Afonso Rodrigues Pereira, der städtische Platz Praça José Máximo da Costa und das Restaurant Consultório Taberna.

## Geschichte

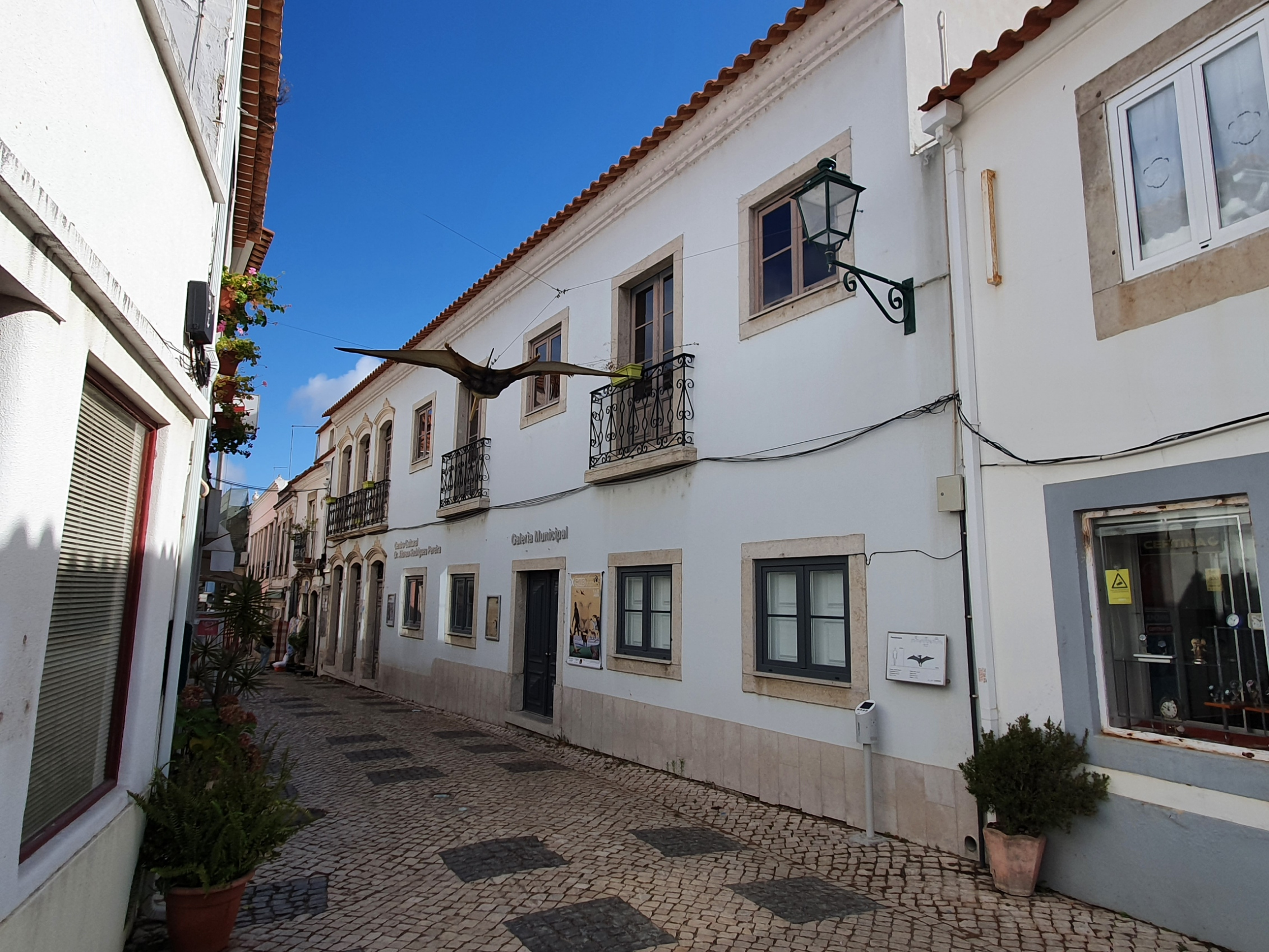
Die städtische Galeria Municipal in der historischen Ortsmitte von Lourinhã

Die Stadtverwaltung der Kleinstadt Lourinhã richtete im Jahr 2012 erstmals das Festival aus. Es fand vom 31. Mai bis 7. Juni 2012 statt. Neben Buchvorstellungen und Gesprächsrunden fanden dazu auch thematisch verbundene Ausstellungen, Film- und Theateraufführungen und Konzerte lokaler Chöre und Musikgruppen statt. Zu Gast waren Namen wie Afonso Cruz, Joel Neto, Mário Zambujal, Rui Zink oder die Kinderbuchautorin Catarina Águas. Neben Belletristik wurden auch wissenschaftliche Bücher zu Archäologie und Geschichte der Region oder auch Literatur zur regionalen Birnensorte Pêra Rocha vorgestellt.
Seither fand das Festival jedes Jahr im Mai statt, bis auf 2020, als es auf Grund der COVID-19-Pandemie ausfiel.

## Autoren

### 2021
Nach dem Ausfall 2020 fand das Festival im Jahr 2021 wieder mit Publikum statt, wenn auch mit Reservierungszwang und limitiertem Platzangebot. Dazu konnten Nachwuchsveranstaltungen und Autorengespräche von Lehrern im ganzen Land in ihre Schulklassen übertragen werden.
Bei der 9. Ausgabe vom 11. bis 15. Mai 2021 waren knapp 40 Autoren und Illustratoren zu Gast, darunter Adolfo Luxúria Canibal (bekannt als textgewaltiger Kopf der Gruppe Mão Morta), Afonso Cruz, Amosse Mucavele, Manuel Fernando Pinto do Amaral, Gonçalo M. Tavares, Isabel Zambujal, José Luís Peixoto, Mário Zambujal, Miguel Real, Ondjaki, Patrícia Portela, Rachel Caiano, Rui Zink und Sérgio Godinho.

### 2022
Bei der 10. Ausgabe des Livros a Oeste vom 10. bis zum 14. Mai 2022 waren erneut 40 Autoren, Texter und Illustratoren zu Gast, namentlich: Jorge Serafim, Nuno Saraiva, Rui Zink, Afonso Cruz, Lopito Feijóo, Tony Tcheka, Maria Emília Brederode Santos, João Amaral, Maria Xavier, Ana Ventura, João Melo, José Carlos Barros, Sérgio Godinho, Rosário Alçada Araújo, Patrícia Furtado, Margarida Rendeiro, Miguel Real, João Céu e Silva, Carlos Vaz Marques, Guilherme D’ Oliveira Martins, Pilar del Río, Carlos Reis, Nuno Caravela, Henrique Gandum, Duarte Gandum, Luís Filipe Sarmento, Raquel Serejo Martins, Nuno Nepomuceno, João Mascarenhas, Eduardo M. Raposo, Manuel Pires da Rocha, Napoleão Mira, Catarina dos Santos, Noiserv, António Botto Quintans, Salvador Ferreira, Ana Paula Almeida, Mário Zambujal, Rita Ferro und Rodrigo Moita de Deus.
Ein Schwerpunkt war die Erinnerung an den 100. Geburtstag des 2010 verstorbenen portugiesischen Literaturnobelpreisträger José Saramago. Der 12. Mai war überwiegend seinem Werk gewidmet, und auch seine Witwe, die spanische Schriftstellerin Pilar del Río, war zu Gast.